# Raoul Hynckes
Raoul Hynckes, né le 11 mai 1893 à Bruxelles en Belgique et mort le 24 janvier 1973 à Blaricum aux Pays-Bas, est un peintre néerlandais.

## Biographie
Raoul Hynckes naît le 11 mai 1893 à Bruxelles. Entre 1907 et 1912, il étudie  à l'Académie des Beaux-Arts de Bruxelles et à celle de Malines. Il débute par l'impressionnisme et après une première exposition particulière à Bruxelles en 1911, expose à La Libre Esthétique et à la Société nationale de Paris. En avril 1912, il se rend à Dordrecht. En 1914, en tant que soldat belge, il se réfugie aux Pays-Bas. On sait qu'en 1934 il réside à Amsterdam. En 1924, il subit le contre-coup des influences modernistes (cubisme) et un changement total se fait dans sa manière qui marque un retour vers le métier classique. En raison de son exposition minutieuse, il peint très lentement et très peu (5 ou 6 tableaux par an). Il fait des décors de théâtre pour Wyze de Lessing. Il participe à de nombreuses expositions particulières jusqu'en 1913 à Bruxelles, et à partir de 1914 en Hollande.
Raoul Hynckes meurt le 24 janvier 1973 à Blaricum.